# Marie-Christine Vergiat
Marie-Christine Vergiat, nacida el 23 de septiembre de 1956 en Roanne (Loira), es una militante asociativa y política europea.

## Biografía
Marie-Christine Vergiat es la hija de un carnicero y una secretaria. En 1965, llega a Chalon-sobre-Saona donde pasa el resto de su niñez y su adolescencia. Marcha luego a Dijon para sus estudios universitarios. Es titular de un dominio de derecho público y de un diploma de estudios profundizados (DEA) de historia del derecho obtenido en la Universidad de Borgoña. Es la esposa de Jean-Pierre Dubois, con quien tiene un hijo.

### Actividad profesional
Fue jefa de gabinete del alcalde de Chevigny-Santo-Sauveur, en las afueras de Dijon, de 1981 a 1983. Después, acepta las órdeneservicios del grupo socialista en la Asamblea Nacional de Francia donde trabaja hasta 1997, sobre todo como secretaria general. De septiembre de 1997 a diciembre de 1999, es consejera técnica en el gabinete de Martine Aubry. Luego trabajó hasta su elección como agente contractual en el Ministerio de Asuntos Sociales en el seno de la delegación interministerial sobre la innovación, a la experimentación social y a la economía social donde ha ejercido sobre todo las funciones de adjunta al delegado y garantizó la vigilancia jurídica y europea.

### Actividad militante
Comprometida en el seno de la Unión nacional de los estudiantes de Francia (UNEF) durante sus estudios, ha estado muy comprometida, sobre todo durante las huelgas de 1976 contra la reforma de los Diploma de Estudios Universitarios Generales (DEUG) y, en 1980, contra las reformas de Alice Saunier-Seité. 
Se adhirió al Partido Socialista de Francia, en otoño de 1980, para hacer campaña por François Mitterrand sin tomar responsabilidades particulares, pero deja la militancia en 1985. Sin embargo, sigue siendo miembro hasta 2005.
Militante de la Liga de los derechos del Hombre desde 1983, es presidenta de su federación de Sena-Saint Denis desde enero de 2000 hasta enero de 2008 y miembro de su comité central hasta marzo de 2009.
Ha sido vicepresidenta de la Fédération des œuvres laïques (FOL) de Sena Saint-Denis desde 2003 hasta 2009 y miembro del consejo de administración de la Ligue de l'enseignement desde 2000 hasta 2009.
Aceptó responsabilidades locales en la Federación de los consejos de parientes de alumnos (FCPE) desde 2000 hasta 2009.
Actualmente, es miembro del consejo nacional del Frente de Izquierda y del Partido de la Izquierda Europea.
Es igualmente miembro de la Asociación nacional de cargos electos comunistas y republicanos (ANECR) desde 2009, de la que es secretaria nacional encargada de las cuestiones europeas desde otoño de 2010.

### Actividad política
En las elecciones europeas de 2009 fue designada cabeza de lista del Frente de Izquierda en la circunscripción Sudeste, (Ródano-Alpes, Provenza-Alpes-Costa Azul y Córcega). Fue elegida diputada europea el 7 de junio de 2009. En el seno del Parlamento Europeo, Marie-Christine Vergiat obtiene un escaño en el seno del Grupo Confederal de la Izquierda Unitaria Europea/Izquierda Verde Nórdica. Fue elegida tesorera de este grupo y nombrada coordinadora de los diputados electos en Francia. Es miembro titular y coordinadora de su grupo en la Comisión de Cultura y Educación del Parlamento Europeo y la Subcomisión de Derechos Humanos, miembro suplente de la Comisión de Libertades Civiles, Justicia y Asuntos de Interior, así como miembro de las delegaciones parlamentarias entre la UE y Marruecos, la Asamblea Parlamentaria Paritaria ACP-UE y la Asociación Euromediterránea (Euromed). Además, es vicepresidenta de los intergrupos «servicios públicos» y «economía social».
Es designada nuevamente cabeza de lista del Frente de Izquierda en la circunscripción Sudeste para las elecciones europeas de 2014 y es reelegida eurodiputada el 25 de mayo de 2014.
En 2016, se une a DiEM25, el Movimiento Democracia en Europa.